# 田尻久子
田尻 久子（たじり ひさこ、1969年- ）は日本のエッセイスト。橙書店、喫茶オレンジ店主。熊本市在住。

## 人物
2001年に熊本市内に喫茶店オレンジを開店。2008年に橙書店開店。2017年には地域と作家の間に文芸ネットワークを構築したことが評価され、第39回サントリー地域文化賞を受賞。
文芸誌『アルテリ』の編集を担当。
エッセイも執筆し、2020年には『橙書店にて』が、「熊日出版文化賞」（熊本日日新聞主催）を受賞した。他に、本の解説や書評も多く手掛ける。

## 文筆

### 著書
- 『猫はしっぽでしゃべる』（ナナロク社 2018） ISBN 978-4904292808
- 『みぎわに立って』（里山社 2019）ISBN 978-4907497088
- 『橙書店にて』（晶文社 2019） ISBN 978-4794971609
  - 新編『橙書店にて』（ちくま文庫 2023、解説滝口悠生）ISBN 978-4794971609
- 『橙が実るまで』（スイッチパブリッシング 2022） ISBN 978-4884185879
- 『これはわたしの物語　橙書店の本棚から』（西日本新聞社 2023）ISBN 978-4816710087

## 橙書店に出入りする作家
- 石牟礼道子
- 池澤夏樹
- 伊藤比呂美
- 黒田征太郎
- 坂口恭平
- 柴田元幸
- 谷川俊太郎
- 村上春樹
- 吉本由美
- 渡辺京二